# مارك فورد (شاعر)
مارك فورد (بالإنجليزية: Mark Ford)‏ هو شاعر بريطاني، ولد في 1962 في نيروبي في كينيا.